# José Ricardo Pérez
José Ricardo Pérez (nacido el 24 de octubre de 1963) es un exjugador y director técnico de fútbol colombiano jugaba en la posición de mediocampista, y fue uno de los integrantes de la selección colombiana de fútbol en el Mundial de Italia 1990. Actualmente ocupa el puesto de Director Técnico del Árabe Unido de la Liga Panameña de Fútbol.

## Trayectoria

### Como Futbolista
La mayor parte de su carrera, Pérez pasó dos clubes: Once Caldas y Atlético Nacional, con el que conquistó la Copa Libertadores de América de 1989. Militó también en Alianza Lima de Perú durante el segundo semestre de 1994.
La representación de Colombia Pérez debutó 14 de junio de 1987 en el 0:3 partido con Ecuador. En el mismo año fue miembro del personal en el torneo de la Copa América en Colombia en 1987 y ganó allí 3 lugar. En 1990, Pérez participó junto a Colombia en los Campeonatos del Mundo en Italia. Hubo, sin embargo, sólo la reserva y no se reproduce en cualquier encuentro. Pérez representante carrera terminó en 1997 con el juego de El Salvador.

### Como entrenador
Después de 1997, empezó su carrera de director técnico en España haciendo su curso de director técnico, cuando en el año 2008 el equipo venezolano Inter Anzoátegui perteneciente de la Tercera División de Venezuela lo contrata, en lo cual a Pérez le ha ido muy bien el equipo ya que lo hizo campeón del Torneo Apertura 2008 y están casi cerca del ascenso hacia la Segunda División B de Venezuela, después de ese paso de dos años por Venezuela regresa al fútbol colombiano a ser el asistente técnico del Argentino Juan Carlos "El Nene Díaz. Para mitad del año 2014 llega a Tunja para ser el asistente técnico del Boyacá Chico donde dirigió algunos partidos como interino para el apertura 2016 se nombrado como el dt en propiedad del cuadro ajedrezado donde apenas dirigió un partido siendo sustituido por Dario "El Chusco" Sierra.Con el nuevo proyecto del Once Caldas, le hicieron allí la propuesta para acompañar a Francisco Maturana siendo su asistente.

## Selección nacional

### Participaciones enCopas del Mundo
| Mundial                | Sede   | Resultado        | PJ                           | GA | Asis |
| ---------------------- | ------ | ---------------- | ---------------------------- | -- | ---- |
| Mundial de Italia 1990 | Italia | Octavos de final | 0 (4 partidos como suplente) | 0  | 0    |

### Participaciones enCopas América
| Torneo            | Sede      | Resultado    | PJ | GA | Asis |
| ----------------- | --------- | ------------ | -- | -- | ---- |
| Copa América 1987 | Argentina | Tercer lugar | 2  | 0  | 0    |

### Participaciones enEliminatorias al Mundial
| Eliminatoria                         | Sede del Mundial | Posición                                                | Resultado   | PJ | GA | Asis |
| ------------------------------------ | ---------------- | ------------------------------------------------------- | ----------- | -- | -- | ---- |
| Eliminatorias Mundial de Italia 1990 | Italia           | 1°lugar 6pts Grupo 2 (Ganador Repesca Intercontinental) | Clasificado | 5  | 0  | 0    |

## Clubes

### Como jugador
| Club                   | País                | Año                 | Partidos | Goles |
| ---------------------- | ------------------- | ------------------- | -------- | ----- |
| Once Caldas            | Colombia            | 1981 - 1986         | 124      | 29    |
| Junior                 | Colombia            | 1987                | 1        | 0     |
| Atlético Nacional      | Colombia            | 1987 - 1992         | 154      | 7     |
| Santa Fe               | Colombia            | 1993 - 1994         | 40       | 1     |
| Alianza Lima           | Perú                | 1994                | 13       | 3     |
| Independiente Medellín | Colombia            | 1995 - 1996         | 4        | 0     |
| América de Cali        | Colombia            | 1997                | ?        | ?     |
| Total en su carrera    | Total en su carrera | Total en su carrera | 336      | 40    |

### Como asistente
| Club             | País     | Año         | Asistente de       |
| ---------------- | -------- | ----------- | ------------------ |
| Cúcuta Deportivo | Colombia | 2010 - 2011 | Nene Díaz          |
| Boyacá Chicó     | Colombia | 2014 - 2015 | Eduardo Pimentel   |
| Once Caldas      | Colombia | 2017        | Francisco Maturana |

### Como entrenador
| Club             | País      | Año         |
| ---------------- | --------- | ----------- |
| Inter Anzoátegui | Venezuela | 2008 - 2009 |
| Boyacá Chicó     | Colombia  | 2016        |
| Árabe Unido      | Panamá    | 2018 - 2019 |

## Palmarés

### Como jugador

#### Campeonatos nacionales
| Título                | Club              | País     | Temporada |
| --------------------- | ----------------- | -------- | --------- |
| Campeonato colombiano | Atlético Nacional | Colombia | 1991      |

#### Campeonatos internacionales
| Título            | Club              | País     | Año  |
| ----------------- | ----------------- | -------- | ---- |
| Copa Libertadores | Atlético Nacional | Colombia | 1989 |

### Como entrenador

#### Campeonatos nacionales
| Título            | Club             | País      | Año         |
| ----------------- | ---------------- | --------- | ----------- |
| Campeón Segunda B | Inter Anzoátegui | Venezuela | 2008 - 2009 |